# Шклинська сільська рада
Шкли́нська сільська́ ра́да — адміністративно-територіальна одиниця та орган місцевого самоврядування в Горохівському районі Волинської області. Адміністративний центр — село Шклинь.

## Загальні відомості
- Територія ради: 20,72 км²
- Населення ради: 987 осіб (станом на 2001 рік). Кількість дворів — 280.
- Територією ради протікає річка Полонка

## Населені пункти
Сільраді підпорядковані населені пункти:
- с. Шклинь
- с. Шклинь Другий

## Населення
Згідно з переписом УРСР 1989 року чисельність наявного населення сільської ради становила 1526 осіб, з яких 689 чоловіків та 837 жінок.
За переписом населення України 2001 року в сільській раді мешкала 981 особа.

### Мова
Розподіл населення за рідною мовою за даними перепису 2001 року:
| Мова       | Відсоток |
| ---------- | -------- |
| українська | 99,29 %  |
| російська  | 0,30 %   |
| словацька  | 0,30 %   |
| білоруська | 0,10 %   |

## Господарська діяльність
В Шклинській сільській раді працює 1 середня школа, будинок культури, бібліотека, 1 дитячий садок, 2 медичні заклади, 1 відділення зв'язку, 2 АТС на 78 номерів, 7 торговельних закладів, ковбасний цех, млин.
На території ради розташована церква св. Бориса і Гліба (с. Шклинь, 1864 рік).
По території ради проходять Н17, Т 1802, О030208.

## Склад ради
Рада складається з 12 депутатів та голови.
- Голова ради: Солтис Володимир Іванович
- Секретар ради:

### Керівний склад попередніх скликань
| Прізвище, ім'я, по батькові | Основні відомості                                                                                                | Дата обрання | Дата звільнення |
| --------------------------- | --- | ------------ | --------------- |
| Карп'юк Іван Васильович     | Сільський голова, 1963 року народження, освіта середня спеціальна, член Всеукраїнського об'єднання «Батьківщина» | 26.03.2006   | 31.10.2010      |
| Карп'юк Іван Васильович     | Сільський голова, 1963 року народження, освіта середня спеціальна, член Всеукраїнського об'єднання «Батьківщина» | 31.10.2010   | 25.10.2015      |
| Солтис Володимир Іванович   | Сільський голова, 1984 року народження, освіта вища, безпартійний                                                | 25.10.2015   |                 |

Примітка: таблиця складена за даними сайту Верховної Ради України та ЦВК

### Депутати VII скликання
За результатами місцевих виборів 2015 року депутатами ради стали:

#### За суб'єктами висування
| Суб'єкт висування      | Кількість обраних депутатів | %     |
| ---------------------- | --------------------------- | ----- |
| Самовисування          | 10                          | 83.33 |
| Аграрна партія України | 2                           | 16.67 |

#### За округами
| № округу | Прізвище, ім'я, по батькові    | Ким висунуто           | Дата нар.  | Освіта              | Партійна приналежність | Відомості                                |
| -------- | ------------------------------ | ---------------------- | ---------- | ------------------- | ---------------------- | ---------------------------------------- |
| 1        | Романюк Наталія Євгенівна      | Самовисування          | 02.07.1968 | вища                | безпартійна            | ЗОШ І-ІІІ ст. с. Шклинь, вчитель         |
| 2        | Рудусь Ірина Вікторівна        | Самовисування          | 01.10.1992 | вища                | безпартійна            | Школа-інтернат смт Сенкевичівка, вчитель |
| 3        | Ковальчук Валентина Степанівна | Самовисування          | 10.10.1953 | професійно-технічна | безпартійна            | Не працює, пенсіонер                     |
| 4        | Данилюк Галина Анатоліївна     | Самовисування          | 18.08.1963 | професійно-технічна | безпартійна            | Будинок культури, директор               |
| 5        | Долонська Майя Володимирівна   | Самовисування          | 16.07.1967 | вища                | безпартійна            | Шклинська ЗОШ І-ІІІ ст., директор        |
| 6        | Сосницька Галина Володимирівна | Самовисування          | 15.09.1959 | професійно-технічна | безпартійна            | ДНЗ «Чебурашка», завідувач               |
| 7        | Банцур Олена Володимирівна     | Самовисування          | 27.11.1987 | вища                | безпартійна            | Не працює                                |
| 8        | Голюк Наталія Валеріївна       | Аграрна партія України | 22.04.1980 | професійно-технічна | безпартійна            | Шклинська сільська рада, касир           |
| 9        | Сулім Андрій Олександрович     | Аграрна партія України | 30.08.1971 | загальна середня    | безпартійний           | Не працює                                |
| 10       | Міндюк Людмила Василівна       | Самовисування          | 12.07.1963 | професійно-технічна | безпартійна            | Шклинська сільська рада, бухгалтер       |
| 11       | Борщ Василь Йосипович          | Самовисування          | 04.09.1958 | професійно-технічна | безпартійний           | Не працює                                |
| 12       | Долонська Людмила Іванівна     | Самовисування          | 04.04.1967 | професійно-технічна | безпартійна            | Шклинська сільська рада, секретар        |